# Хидиров, Темир Пулатович
Темир Пулатович Хидиров (узб. Temir Po'latovich Xidirov; 14 ноября 1945, к. Гунган, Каршинский район, Кашкадарьинская область, Узбекская ССР, СССР — 14 июля 2022) — советский и узбекский государственный и партийный деятель. Хоким Кашкадарьинской области (1992—1995).

## Биография
Родился 14 ноября 1945 года в кишлаке Гунган Каршинского района Кашкадарьинской области.
В 1968 году окончил Ташкентский институт инженеров ирригации и механизации сельского хозяйства и в этом же году стал инженером Кашкадарьинской области управления оросительных систем, главным инженером объединённой дирекции водохозяйственного строительства Минмелиорадводхоза Узбекской ССР, также был начальником Яккабагской ПМК и начальником ПМК треста «Эскиангарканалстрой» Кашкадарьинской области.
С 1973 года по 1991 год был членом КПСС. С 1976 года занимал должность заведующего сектором Кашкадарьинского обкома КПУ. В 1980 году также окончил Ташкентскую высшую партийную школу. В 1983 году работал инструктором ЦК КПУ.
С 1984 года — заведующий отделом Кашкадарьинского обкома и первый секретарь Каршинского райкома Кашкадрьинской области. С 1988 года — секретарь Кашкадарьинского обкома КПУ и с 1990 года председатель Кашкадарьинского облисполкома. С мая 1991 года стал первым секретарем Кашкадарьинского обкома КПУ.
С 27 января 1992 года по приказу президента Республики Узбекистан Ислама Каримова Темир Пулатович назначен на должность хокима Кашкадарьинской области. 29 ноября 1995 года освобождён от должности хокима Кашкадарьинской области в связи с переходом на другую работу.
Избирался депутатом Олий Мажлиса Республики Узбекистан 2 созыва (1995—1999) от Каратепинского избирательного округа № 224, был выдвинут Кашкадарьинским областным Советом народных депутатов.